# VV Fortuna in het seizoen 1956/57
Het seizoen 1956/1957 was het tweede jaar in het bestaan van de Vlaardingense betaaldvoetbalclub Fortuna. De club kwam uit in de Eerste divisie B en eindigde daarin op de 14e plaats. Tevens deed de club mee aan het toernooi om de KNVB beker, hierin werd in de eerste ronde, op basis van uitdoelpunten, verloren van Archipel (1–1).

## Wedstrijdstatistieken

### Eerste divisie B
|       | AGOVV | Blauw-Wit | D.F.C. | EBOH  | EDO   | Excelsior | Helmond | Hermes DVS | RCH   | Rigtersbleek | SHS   | Sittardia | Stormvogels | Vitesse | Volendam |
| ----- | ----- | --------- | ------ | ----- | ----- | --------- | ------- | ---------- | ----- | ------------ | ----- | --------- | ----------- | ------- | -------- |
| Thuis | 4 – 1 | 2 – 4     | 1 – 1  | 2 – 1 | 4 – 2 | 1 – 1     | 1 – 2   | 1 – 2      | 2 – 1 | 1 – 3        | 1 – 4 | 0 – 3     | 0 – 0       | 1 – 1   | 0 – 2    |
| Uit   | 3 – 2 | 0 – 0     | 3 – 1  | 0 – 3 | 2 – 0 | 2 – 1     | 4 – 2   | 2 – 4      | 4 – 0 | 7 – 2        | 3 – 0 | 2 – 2     | 0 – 2       | 1 – 1   | 2 – 1    |

### KNVB beker
| 1e ronde                                        | Fortuna              | 1 – 1 (0 – 0) | Archipel |
| 19 augustus 1956 Plaats: Vlaardingen Floreslaan | Gerrit Swaneveld 70' |               | 67' Meij |

## Statistieken Fortuna 1956/1957

### Eindstand Fortuna in de Nederlandse Eerste divisie B 1956 / 1957
| Stand | Gespeeld | Gewonnen | Gelijk | Verloren | Punten | Doelpunten voor | Doelpunten tegen |
| ----- | -------- | -------- | ------ | -------- | ------ | --------------- | ---------------- |
| 14e   | 30       | 7        | 7      | 16       | 21     | 42              | 63               |

### Topscorers
| #                 | Naam              | Goal |
| ----------------- | ----------------- | ---- |
| 1.                | Jan van den Berg  | 11   |
| 2.                | Jan van de Borden | 6    |
| 2.                | Jan Bouman        | 6    |
| 2.                | Huug den Ouden    | 6    |
| 5.                | Gerrit Swaneveld  | 5    |
| 6.                | Izak Smits        | 4    |
| 7.                | Arie Verburgh     | 2    |
| 8.                | Roel Hiwat        | 1    |
| Onbekend doelpunt |                   |      |
| –                 | Onbekend          | 1    |
| Totaal            | Totaal            | 42   |

| #      | Naam             | Goal |
| ------ | ---------------- | ---- |
| 1.     | Gerrit Swaneveld | 1    |
| Totaal | Totaal           | 1    |